# Хоріхата Юя
Хоріхата Юя (30 липня 1990) — японський плавець.
Учасник Олімпійських Ігор 2012 року.
Призер Чемпіонату світу з водних видів спорту 2011 року.
Переможець Азійських ігор 2010 року.
Призер літньої Універсіади 2009, 2011 років.
Призер Чемпіонату світу з плавання серед юніорів 2008 року.